# Antônio Adib Chammas
Antônio Adib Chammas (Itapuí, 1 de janeiro de 1908 – São Paulo, 15 de junho de 1978) foi um empresário e político brasileiro.
Filho de Jorge Chammas e de Felícia Marun Chammas. Casado com Lídia Antar Chammas.

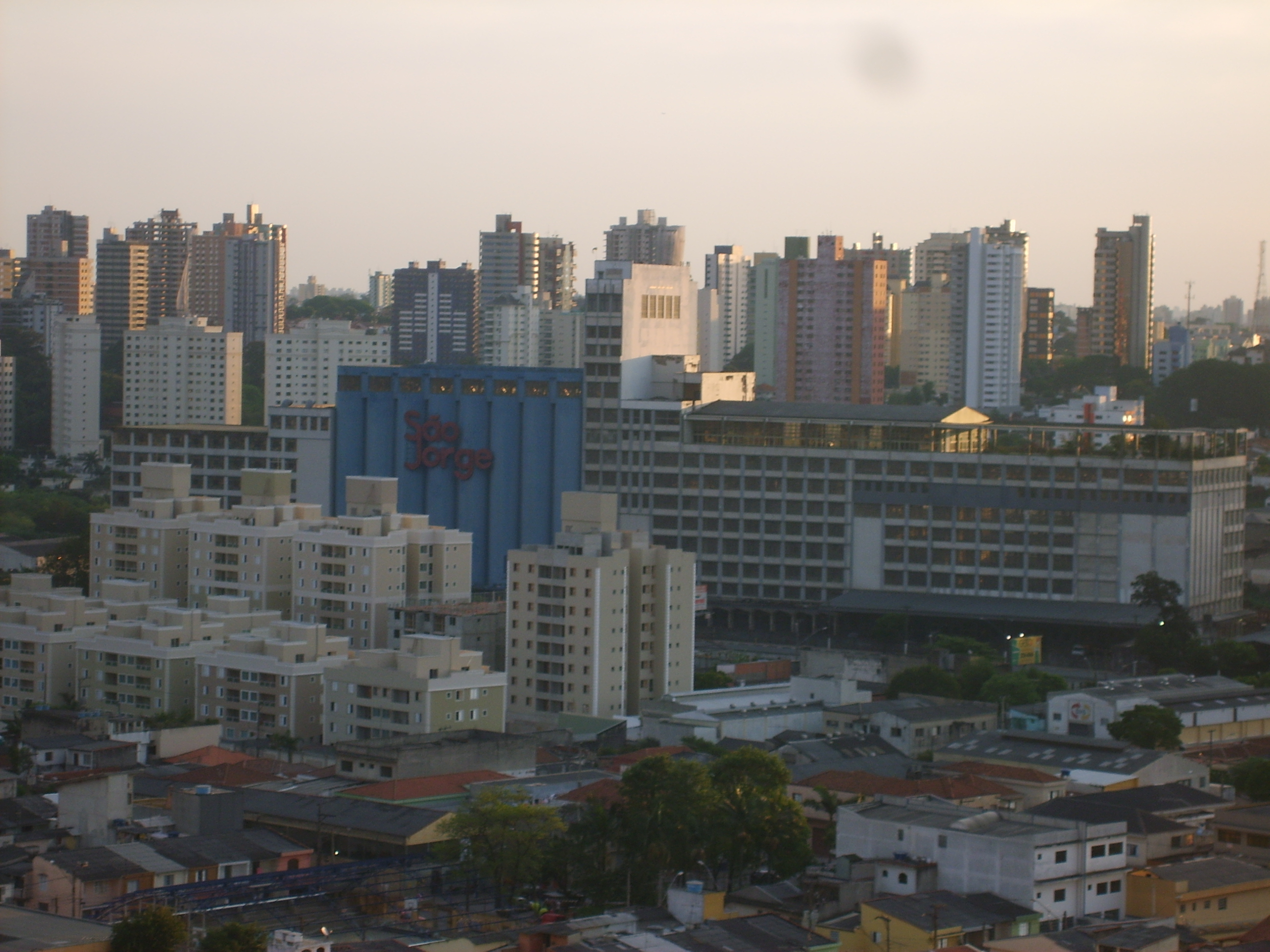
Fábrica de Moinho São Jorge em Santo André (SP)

Foi eleito deputado federal por São Paulo nas eleições de 1962, assumindo o mandato em 2 de fevereiro de 1963. Com a extinção dos partidos políticos pelo Ato Institucional Número Dois e a posterior instauração do bipartidarismo, filiou-se à Aliança Renovadora Nacional (Arena), continuando na Câmara até 12 de outubro de 1966, quando teve seu mandato cassado com base no mesmo ato institucional.
Na década de 1940 foi fundador do Moinho de Trigo São Jorge, no município de Santo André, São Paulo.